# Василиск Команский
Васили́ск Кома́нский (греч. Βασιλίσκος) — христианский святой, мученик. Был племянником святого мученика Феодора Тирона;  пострадал с братьями Клеоником и Евтропием во время гонения императора Максимиана Галерия (305—311) на христиан.

## Житие
Мученики Василиск, Клеоник и Евтропий родились в г. Амасье. За христианство их представили перед правителем Амасьи Асклепиодотом, их жестоко избили, но им было видение Господа и святого Феодора Тирона, они сразу же исцелились от всех ран. Множество язычников, удивленные этим чудом, обратились к Христу, за что были обезглавлены. Увидев, что силой не может обратить святых в язычество, Асклепиодот решил поменять стратегию: он их разделил и пытался убедить и уговорить их лестью и обещаниями отказаться от христианской веры. Жалкая его попытка провалилась. Святой Клеоник, вместо того, чтобы поддаться на подкуп, смеялся над правителем. Молитвами святые Василиск, Клеоник и Евтропий заставили опрокинуться статую Артемиды, что повлекло к их кровавому мученичеству.
В землю врыли высокие деревянные колья, привязали к ним мучеников и поливали кипящей смолой, рвали их тела железными крючьями и посыпали раны смесью горчицы, соли и уксуса. Утром 3 марта Евтропия и Клеоника распяли, а Василиска же отправили в Команы Понтийские, где содержали в темнице. Правитель Агриппа, прибыв в город Амасью, начал преследовать христиан. Святой Василиск в темнице готовился к предстоявшему мученическому подвигу. Во сне ему явился Господь, обещавший мученику Свою помощь, и предсказал ему мученическую кончину в Команах.
Святой Василиск просил темничных стражей отпустить его в родное селение проститься с родными. Его отпустили, так как почитали за святость жизни и совершаемые чудеса. Придя домой, святой Василиск сообщил родным, что видится с ними в последний раз, и убеждал их твёрдо стоять за веру. Когда Агриппа узнал, что святой Василиск отпущен к родным, то пришёл в ярость. Жестоко наказав темничных стражей, он послал за мучеником отряд воинов во главе с жестоким магистрианом (помощником правителя). Встретив возвращавшегося святого Василиска, магистриан надел на него тяжёлые оковы, а ноги обул в медные сапоги с вбитыми в подошвы гвоздями, и отправил в Команы.
Дойдя до одного селения, в знойный полдень путники остановились в доме женщины Трояны. Воины пошли в дом отдохнуть и подкрепиться пищей, а святого мученика Василиска привязали к сухому дереву. Стоя в тяжких оковах под раскалённым солнцем, святой молился Богу. Внезапно послышался Голос свыше: «Не бойся, Я с тобою». Земля заколебалась, и из скалы забил источник. Магистриан, воины и Трояна, испуганные землетрясением, выбежали из дома. Поражённые происшедшим чудом, они освободили мученика. К святому мученику приходили больные жители селения и получали исцеления по его молитве.
Когда наконец мученик предстал перед Агриппой, тот повелел ему принести жертву языческим богам. Мученик ответил: «Я всякий час приношу Богу жертву хвалы и благодарения». Его повели в капище, где на святого Василиска мгновенно с Неба сошёл огонь, который сжёг капище, а стоявших в нём идолов сокрушил в прах. Тогда Агриппа в бессильной ярости приказал отсечь святому Василиску голову, а тело его бросить в реку. Кончина мученика последовала в 308 году.
Христиане вскоре выкупили святые мощи мученика и ночью тайно погребли на вспаханном поле. Через некоторое время на этом месте была построена церковь во имя святого мученика Василиска, в которую перенесли мощи. По святым молитвам мученика стали совершаться исцеления.